# Charles Verschuuren
Charles Verschuuren (Tilburg, 16 juni 1891 – New York, 8 oktober 1955) was een Nederlands schilder en illustrator. Hij was een van de negen kinderen van de Tilburgse textielfabrikant Carolus Verschuuren en Clasine de Bont. Hij trouwde op 15 augustus 1915 te Amsterdam met de revuedanseres Antonia Kemming.
Verschuuren is in 1907 in Amsterdam begonnen op de Rijksacademie voor Beeldende Kunsten en studeerde daar ontwerpen, beeldhouwen en illustratief tekenen. In 1913 vertrok hij naar Parijs.
Verschuuren ging daarna werken bij drukkerij Kotting in Amsterdam. In zeven jaar tijd maakte hij daar meer dan honderd affiches, zowel reclameboodschappen als theateraffiches. Het bekendst is misschien wel zijn affiche voor de film De Jantjes.
In juni 1922 vertrok Charles met zijn gezin naar Cleveland Ohio in de Verenigde Staten. Na zijn werk aldaar voor de International Display Company verhuisde het gezin in 1923 naar New York waar Verschuuren in dienst kwam bij dagblad de Brooklyn Daily Eagle. Hij maakte daar omslagen - het eerste dateert van 29 juni 1924 - voor het op zondag uitkomende magazine. In 1931 exposeerde hij in een galerie in New York.
De crisis van die jaren liet zich voelen. Op 1 januari 1933 was zijn laatste cover van het zondagblad van de Brooklyn Daily Eagle verschenen. Hij ging zelfs muurschilderingen maken in verschillende restaurants en nachtclubs in New York.
Aan het bestaan van zijn werk als freelancer kwam een einde na het uitbreken van de Tweede Wereldoorlog toen Verschuuren in dienst kwam als illustrator bij het Amerikaanse leger. Na de oorlog was Verschuuren een korte tijd werkzaam in de studio's van Walt Disney - hij werkte mee aan de animatiefilm Seeds of Destiny die in 1946 een Oscar won - maar keerde weer naar zijn oude werk terug.

Poster van Charles Verschuuren (omstreeks 1936)

Buiten zijn illustratiewerk - verschillende affiches worden bewaard in het Stedelijk Museum in Amsterdam en het Theater Instituut Nederland - liet Charles Verschuuren een klein oeuvre na van olieverfschilderijen.